# Мухаммад Ибрагим Ильяс
Мухаммад Ибрагим Ильяс (индон. Muhammad Ibrahim Ilyas; род. 28 января 1963, Паданг) — индонезийский драматург, поэт, актёр, театральный режиссёр. Среди друзей известен как Брам.

## Краткая биография
В 1981 г. окончил среднюю школу в Букиттингги, в 1984 г. — отделение английского языка и литературы, а также отделение социологии в Педагогическом институте Паданга, в 1998 г. — театральное отделение Института искусств Индонезии в Джокьякарте. В 1984—1992 гг. преподавал литературу в ряде школ Паданга. Был редактором нескольких газет и журналов («КABA», «SAI» и др.). С 1992 по 2006 гг. учился и работал в Джокьякарте. В январе-апреле 1997 г. стажировался в художественном театре Сайтамы(Япония) по линии Японского фонда. В 2010 — приглашенный преподаватель на гуманитарном факультете Университета Андалас в Паданге.
Создатель театров «Семут» (совместно с Эди Анваром и Хэрдиварманом, 1981) и «Имаджи» (1993). Один из основателей беспрофитных организаций: «Институт Паданга» (2009) и «Сообщество Пучук Ребунг» (2010), целью которых является сохранение и развитие традиционной культуры народов Западной Суматры. Секретарь Совета искусств Западной Суматры (2007—2010).

## Творчество
Стихи публикует с 1979 г. Позднее стал писать пьесы, преимущественно абсурдистского характера. Опубликовал ряд сборников стихов и пьес, публиковался также в коллективных антологиях совместно с другими авторами. Автор сценария (совместно с Хардианом Раджабом) телевизионного фильма «Девушка из Каранг-Путих», показанного по центральному телевидению в 1987 г. Считает, что наибольшее воздействие на него как литератора оказали индонезийские поэты Хаирил Анвар, Сутарджи Калзум Бахри, В. С. Рендра и Тауфик Исмаил. Участник многих поэтических мероприятий в Индонезии и Малайзии, в том числе Поэтического фестиваля Савахлунто (2018).
Как актёр с успехом сыграл в пьесе «Мария Зайтун» по рассказу Фатимы Бусу (мастерская «Даюнг-Даюнг» в Паданге, режиссёр А. Алин Де, 1982), пьесе «Сотый день» (мастерская «Даюнг-Даюнг», режиссёр А. Алин Де, 1986), пьесе «Montserrat» Эмануэля Робле (Драматическая мастерская Западной Суматры, режиссёр Б. Х. Р. Танджунг, 1988), пьесе «Ответный удар» Хардиана Раджаба в собственной постановке (Театр Паданга, 1989), «Антигоне» Софокла (мастерская «Даюнг-Даюнг», режиссёр А. Алин Де, 1990) и др.
Как режиссёр поставил пьесы «Царство птиц» Саини К. М. (студенческий театр Педагогического института Паданга, 1982), «Малин Кунданг» Вирсана Хади (2011), а также пьесы собственного сочинения, включая «Крик тишины» (2002) и «Песня времени» (2012) в театре Имаджи. В 1996 г. снялся в фильме «Лист на подушке» режиссёра Гарина Нугрохо.

## Награды
- Победитель конкурса на лучшую пьесу Культурного центра Западной Суматры (1986, пьеса «Повисший на ветре»).
- Победитель конкурса на лучшую пьесу Совета искусств Джокьякарты (1993, пьеса «Лоскут»)[3].
- Победитель поэтического конкурса Совета искусств Джокьякарты (1994).
- Премия Borobudur Award как победителю поэтического конкурса (1995).
- Победитель конкурса на лучшую пьесу в рамках Национальной студенческой недели искусства (Бандунг, 1996, пьеса «В мешке»).
- Призёр Театрального фестиваля Западной Суматры (2007).
- Победитель Всеиндонезийского поэтического конкурса «Стихи о Нусантаре» (2012)
- Премия Комитета по развитию и строительства языка Индонезии за сборник пьес «В теле времени» (2017)[4].

## Публикации
- Hoerijah Adam: Barabah yang Terbang Tak Kembali. Padang: Panitia Peringatan Hoerijah Adam, 1991.
- Cabik // Napi. Yogyakarta: Taman Budaya, 1994.
- (ред.) Helen Evans. Poetical form of Syahrizal. Jakarta: Dewan Kesenian Jakarta, 1997 (о работах скульптора Шахризала Зеина Кото в связи с его выставкой).
- Amsal Sebuah Patung. Yogyakarta, 1997.
- Tuah Tara No Ate. Temu Sastrawan Indonesia 2011. Ternate, Maluku Utara, 2011 сборник стихов) (совместно с другими)
- Akulah Musi. Pertemuan Sastrawan Nusantara 2011. Dewan Kesenian Sumatera Selatan, 2011 (сборник стихов) (совместно с другими)
- Dampak 70 Kemala. Kuala Lumpur: Numera Malaysia, 2011 (сборник стихов) (совместно с другими)
- Sauk Seloko. Pertemuan Penyair Nusantara 2012. Jambi: Dewan Kesenian, 2012 (сборник стихов) (совместно с другими)
- Menyirat Cinta Hakiki. Kuala Lumpur: Numera Malaysia, 2012 (сборник стихов) (совместно с другими)
- Ayah Nusantara Ibu Semesta. Kumpulan Puisi. Jakarta: Gramedia, 2012 (сборник стихов) (совместно с Астри Априяни и Кедунгом Дарма Романшой)[5].
- Satu Kata: Istimewa. Kumpulan Puisi. Yogyakarta, 2013 (сборник стихов) (совместно с другими)
- Tamadun Melayu. Kumpulan Puisi. Tanjung Pinang, 2013 (сборник стихов) (совместно с другими)
- Dalam Tubuh Waktu. Tiga lakon Muhammad Ibrahim Ilyas. Padang: Penerbit Teater Imaji, 2013.
- (ред.) A. Alin De. Dayung Kata. Padang: Penerbit Komunitas Seni Nan Tumpah, 2014 (сборник пьес)
- (ред.) Enam Kuntum Imaji. Padang: Penerbit Arifha, 2015 (сборник рассказов).
- Ziarah Kemerdekaan. Padang: ARIFHA, 2015[6][7].
- Syair dalam sekam: sejumlah catatan. Padang: Arifha, 2016 (сборник стихов). ISBN 9786021494783